# BCmot VIId
A MÁV BCmot 06109—06110, később BCmot 06131—06132 psz.a Zsébely-Leiblingi HÉV A1 tengelyelrendezésű, Ganz de Dion-Bouton rendszerű gőzmotorkocsija. Gyártotta: Ganz, Budapest, 1905
A MÁV saját motorkocsi állományába sorolta az általa üzemeltetett helyiérdekű vasutak gőzmotorkocsijait is.
A Zsebely-Leiblingi HÉV vonalain 1906 márciusában meginduló forgalomhoz az építési költségen beszerzett két db Ganz VIId jellegű „nagy szekrényes” motorkocsit, melyek gépészeti berendezése megegyezett, felépítése pedig hasonlított a VIIIa jellegű kocsikhoz kisebb eltérésekkel. A kocsik utastérben 10 II. osztályú és 30 III. osztályú ülőhely volt.
A kocsikat a MÁV előbb a többi vegyes II/III osztályú 5,5 m tengelytávolságú gőzmotorkocsija közé sorolta BCmot 06109-06110 pályaszámokkal, majd észlelve a tévedést, helyesbítette és a két kocsinak új csoportot hozva létre, a BCmot 06131-06132 pályaszámokat kapták.
A két kocsi 1907 júliusáig volt Lieblingbe állomásítva, akkor Debrecenbe helyezték át, helyükre pedig a kisebb befogadóképességű VIIc jellegű kocsik kerültek.